# Пальминский сельсовет
Пальминский сельсовет (белор. Пальмінскі сельсавет) — административная единица на территории Городокского района Витебской области Республики Беларусь. Административный центр — агрогородок Пальминка.

## История
Образован 20 августа 1924 года в составе Городокского района Витебского округа БССР. Центр-имение Пальминка, с 1927 года-деревня Антанополь. После упразднения окружной системы с 26 июля 1930 года в Городокском районе БССР, с 20 февраля 1938 года — Витебской области. 16 июля 1954 года к сельсовету присоединена территория упразднённого Кабищанского сельсовета, центр перенесён в деревню Пальминка. 10 мая 1958 года в состав сельсовета из Прудницкого сельсовета переданы 4 населённых пункта (Батали, Заборье, Каменка и Хортово). В 1971 году упразднены деревни Гречихино и Хобня. 26 марта 1973 года в состав Прудницкого сельсовета возвращена деревня Каменка. На 1 января 1974 года в состав сельсовета входили 24 населённых пункта. 12 августа 1974 года в состав сельсовета из Прудницкого сельсовета возвращена деревня Каменка, упразднена деревня Голубово.

## Состав
Пальминский сельсовет включает 19 населённых пунктов:
- Боровцы — деревня
- Ботали — деревня
- Ворошино — деревня
- Евино — деревня
- Заборье — деревня
- Кабище — деревня
- Каменка — деревня
- Кули — деревня
- Латыгово — деревня
- Моисеенки — деревня
- Пальминка — агрогородок
- Романово — деревня
- Савченки — деревня
- Сюборовка — деревня
- Хоботы — деревня
- Хортово — деревня
- Шнити — деревня
- Шпаки — деревня
- Шпаково — деревня

Упразднённые населённые пункты на территории сельсовета:
- Трошково — деревня